# Primera batalla naval de Tarragona
La batalla naval de Tarragona de 1641 fou un dels episodis del Setge de Tarragona durant la Guerra dels Segadors

## Antecedents
La primavera del 1640, Francesc de Tamarit fou empresonat acusat de no facilitar les lleves i els allotjaments. Camperols revoltats van entrar a Barcelona el 22 de maig i el posaren en llibertat. El 7 de juny del mateix any, en el Corpus de Sang, grups de segadors entren de nou a la ciutat i fou assassinat el virrei de Catalunya Dalmau III de Queralt.
El setembre, l'exèrcit de Felip IV va ocupar Tortosa amb l'aliança senyorial catalana i del bisbe de la ciutat, que, com la totalitat dels bisbes que ocupaven les seus catalanes, era políticament reialista. L'ocupació fou seguida d'una duríssima repressió contra el poble revoltat. El 17 de gener de 1641, davant l'alarmant penetració de l'exèrcit castellà, Pau Claris al capdavant de la Generalitat de Catalunya, proclamà la República Catalana, amb l'adhesió de la burgesia urbana descontenta per la pressió fiscal, acordant una aliança politicomilitar amb França. Per obtenir l'ajuda, es posava Catalunya sota l'obediència de Lluís XIII de França. Pocs dies després, amb l'ajuda de l'exèrcit francès, la Generalitat obtingué una important victòria militar en la batalla de Montjuïc del 26 de gener de 1641, i les tropes castellanes es retiraven a Tarragona.
Poc més tard moria Pau Claris, i la difícil situació local i internacional, dugué a la Generalitat de Catalunya a proclamar comte de Barcelona i sobirà de Catalunya al rei Lluís XIII, i l'inici d'una ofensiva per recuperar tot el territori català.
El 4 de maig de 1641 l'estol francès d'Henri d'Escoubleau de Sourdis es presentà davant de Tarragona i inicià el bloqueig de la ciutat amb les tropes de terra de Philippe de La Mothe-Houdancourt. Durant els mesos de maig i juny es lluità als voltants de Tarragona; el fort de Salou caigué en poder dels francesos el 9 de maig i Constantí el 13 de maig. Josep Margarit i de Biure amb les seves tropes catalanes va vèncer la batalla del Catllar el 10 de juny contra les forces sortides de Tarragona per tal de recollir farratge.
Tarragona estava a punt de la rendició per manca d'aliments i es va ordenar a García Álvarez de Toledo y Mendoza, el marquès de Villafranca del Bierzo que a tot preu hi fes arribar queviures, de manera que va reunir a Peníscola els estols de galeres de les Espanyes: les del Regne de Nàpols comandades per Melchor de Borja, les del Regne de Sicília de Francisco Mejía, les de la República de Gènova de Juanetín Doria, a part de les d'Espanya, que tenien la base a Cadis.

## Operacions tàctiques
L'armada espanyola, composta per 14 galeres de Castella, 7 de genoveses, 14 de napolitanes i 6 de sicilianes, es va concentrar a Salou i van arribar a Tarragona el 30 de juny de 1641 per enfrontar-se amb l'estol francès que bloquejava el port.
Es van formar tres columnes, que van entretenir les naus franceses maniobrant i disparant, creant una cortina de fum que García Álvarez de Toledo y Mendoza va aprofitar per travessar la línia enemiga i arribar al port amb la seva columna, en la que n'hi havia vuit carregades de queviures mentre la resta de galeres es retirava a Tamarit. Els francesos van respondre llevant àncores i havent de remolcar els galions a les posicions de batalla per la manca de vent, enfonsant o cremant set galeres, fent-ne encallar tres i una última que va ser destruïda o capturada, segons les fonts.

## Conseqüències
Tot i que els supervivents es van haver de refugiar en la ciutat, el lliurament de les provisions que van arribar al port va permetre a la ciutat aguantar el seu setge fins al 20 d'agost, quan es va lliurar la segona batalla naval de Tarragona, alliberant-se definitivament el setge.
En total, els espanyols van perdre 11 galeres al port i dues que s'havien capturat al mar. La resta de l'estol, amb el marquès de Villafranca, que va poder fugir del port amb la seva galera, es retiraria de nou a Peníscola el 4 de juliol, des d'on, amb els reforços incorporarats va tornar a atacar la ciutat.
La presència de la flota francesa a Barcelona va impedir que els reforços espanyols i les provisions arribessin al nord del Principat, cosa que va facilitar l'ocupació francesa de les viles i fortaleses que encara quedaven en mans castellanes (Perpinyà i Roses).